# Torri Kharraqan
Le Torri Kharraqan sono un mausoleo, eretto nel 1067 e nel 1093, siti nel nord dell'Iran, vicino a Qazvin.

## Le torri
Le strutture sono in mattoni e il basamento di 15 metri di altezza e 4 metri di larghezza, e fanno ampio uso della geometria. All'interno del mausoleo più vecchio c'è una lampada e dei dipinti.
La torre orientale risale al 1067-68, mentre la torre occidentale al 1093. Entrambe le torri sembrano essere il lavoro dell'architetto Muhammad bin al-Makki Zanjani. Si ritiene che l'occupante della torre orientale fosse Abu Sa'id Bijar e l'occupante della torre occidentale Abu Mansur Iltayti.
Queste torri sono degli esempi residui dell'architettura che esisteva durante il periodo selgiuchide medievale in Persia.

## XXI secolo
Entrambe le torri sono state significativamente danneggiate dal sisma di Bou'in-Zahra del 2002. Si trovavano in un buono stato di conservazione prima dell'evento, suggerendo che fu uno dei più potenti terremoti nella regione da circa 900 anni.